# Winnipeg Free Press
A Winnipeg Free Press napi rendszerességgel megjelenő újság a kanadai Winnipegben. 1872-ben alapították, ez nyugat-Kanada legidősebb újsága. Főként a manitobai eseményekkel foglalkozik, de emellett tárgyal nemzeti és nemzetközi kérdéseket, sport, üzleti és szórakoztatási melléklete is van. A 20. század első felében Kanada legbefolyásosabb lapja volt, 1901 és 1944 között John Wesley Dafoe szerkesztette, aki az ország legjobbnak tartott újságírója volt. Napjainkban hetente nagyjából 120 ezer példányban adják ki.

## Külső hivatkozások
Weboldal